# Galyschew-Nunatak
Der Galyschew-Nunatak (russisch Скала Галышева Skala Galyschewa, norwegisch Galyshewhamaren) ist ein Nunatak im ostantarktischen Königin-Maud-Land. In der Mittleren Petermannkette des Wohlthatmassivs ragt er an der südwestlichen Basis des Großen Schwarzhorns auf.
Entdeckt und kartiert wurde er bei der Deutschen Antarktischen Expedition 1938/39 unter der Leitung des Polarforschers Alfred Ritscher. Eine erneute Kartierung anhand von Luftaufnahmen und Vermessungen erfolgte bei der Dritten Norwegischen Antarktisexpedition (1956–1960) und nochmals durch sowjetische Wissenschaftler zwischen 1960 und 1961. Diese benannten den Nunatak nach dem sowjetischen Piloten Viktor Lwowitsch Galyschew (1892–1940).